# Theimicke
Die Theimicke ist ein ca. 850 m langer linker Nebenfluss des Gipperbachs nahe der Stadt Drolshagen im nordrhein-westfälischen Kreis Olpe.

## Geographie

### Verlauf
Die Theimicke entspringt auf etwa 423 m ü. NHN im Wald, verläuft etwas geschlungen südwärts, auf der ersten Laufhälfte im Wald, später zwischen dem Grauwackensteinbruch Stupperhof im Westen und dem etwas weiter entfernten Ortsrand von Drolshagen im Osten. Nach etwa 850 Meter langem Lauf mit mittlerem Sohlgefälle von rund 74 ‰ mündet sie auf etwa 360 m ü. NHN und etwa 63 Höhenmeter unterhalb ihres Ursprungs von links in den Gipperbach, kurz vor einem Teich an diesem Bach und etwas über einen halben Kilometer vor der Mündung des Gipperbachs selbst in die Wormicke am Anfang des Stadtparks Lohmühle.

### Einzugsgebiet
Das Einzugsgebiet der Theimicke ist etwa 1⁄3 km² groß und weit überwiegend bewaldet. Die wenigen Gebäude darin stehen am untersten Lauf und gehören zum Steinbruch Stupperhof. Etwas östlich des Einzugsgebietes liegt das Drolshagener Wohngebiet „In der Theimicke“; so wird im Volksmund auch das Einzugsgebiet des Baches genannt.
Das angrenzende Gebiet jenseits der nördlichen Wasserscheide entwässert zur Rose. Im Südosten gibt es nur kurze Gräben im Siedlungsgebiet von  Drolshagen zur dort in diese einmündenden Wormicke und zum Gipperbach, der selbst jenseits der gesamten südwestlichen Wasserscheide konkurriert.